# Pedro Camargo
Pedro Geraldo Camargo Rocha (São Paulo, 8 de abril de 1941 — Rio de Janeiro, 24 de junho de 2015) foi um cineasta, compositor e professor brasileiro.

## Biografia

### Primeiros anos e formação acadêmica
Pedro Camargo nasceu na cidade de São Paulo no ano de 1941. Filho único do segundo casamento de sua mãe, aos três anos de idade, mudou para o Rio de Janeiro, com os cinco irmãos do casamento anterior.
Já no Rio, na infância, começou a estudar piano, tendo como professores Lúcia Branco, Vera Bertucci e Nise Obino. As aulas de piano, foram atribuídas por insistência da mãe, mas também na infância teve contato com o cinema, por meio de uma amiga de sua mãe, que apresentou-lhe uma câmera Super 8.
Na década de 1960, participou do Teatro de Arena em São Paulo e do Teatro Jovem no Rio de Janeiro. Integrou o elenco da peça, A Mais-Valia Vai Acabar, Seu Edgar escrita por Oduvaldo Vianna Filho, que contou com trilha sonora de Carlos Lyra e foi encenada no Teatro de Arena da Faculdade de Arquitetura e Urbanismo da Universidade Federal do Rio de Janeiro (FAU/UFRJ). Ainda no Rio, integrou o elenco da peça Aconteceu em Irkutsk de Aleksei Arbuzov montada em 1961.
Ainda na década de 1960, mudou-se para Bauru, no interior do estado de São Paulo, para trabalhar na TV Bauru com Walter Avancini e Antonino Seabra. Retornou ao Rio, para trabalhar na TV Continental como compositor de trilhas sonoras para telepeças exibidas na emissora. Em meio ao retorno para sua cidade natal dedicou-se a música, compondo músicas para Tita Lobo, Roberto Carlos - É tempo de Amar gravada no disco Roberto Carlos em Ritmo de Aventura, Elizeth Cardoso, Emílio Santiago, dentre outros.
Na década seguinte passou a dedicar-se ao cinema, dirigindo o filme Estranho Triângulo, estrelado por Carlo Mossy, José Wilker e Leila Santos. Após dois anos em sua estreia como diretor, dirigiu Eu transo, ela transa, filme que foi musicado por Carlos Lyra e foi estrelado por Jorge Dória, Sandra Barsotti e Marcos Paulo. Seu terceiro longa-metragem foi Os Primeiros Momentos, em que repetiu sua parceria com Sandra Barsotti e dirigiu atores como Odete Lara, Stepan Nercessian e Paulo Porto. No ano de 1979, dirigiu seu quarto e último filme, Amor e Traição que contou com Nelson Xavier e Cláudia Ohana no elenco.
No ano de 1986, substituiu o cineasta Silvio Tendler como professor na Pontifícia Universidade Católica do Rio de Janeiro (PUC-Rio) na matéria de "Cine-documentário", depois tornou-se professor da universidade de "Introdução ao cinema" onde permaneceu até o ano de 2011 como professor.

### Morte
Morreu em junho de 2015, devido a complicações de uma cirrose hepática que se tratava há alguns anos. Seu velório e cremação foram realizados no Memorial do Carmo, no bairro do Caju, no Rio.

## Publicações
- Iniciação ao tarô, editora Record, Rio de Janeiro, 1992.[17]